# Jyväskylä–Haapajärvi-banan
| Unknown BSicon "ABZg+l" |

| Station on track |

| Unknown BSicon "ABZgr" |

| Unknown BSicon "eHST" |

| Small non-passenger station on track |

| Non-passenger station/depot on track |

| Non-passenger station/depot on track |

| Non-passenger station/depot on track |

| Unknown BSicon "eHST" |

| Non-passenger station/depot on track |

| Unknown BSicon "eHST" |

| Unknown BSicon "eHST" |

| Non-passenger station/depot on track |

| Unknown BSicon "eHST" |

| Non-passenger station/depot on track |

| Non-passenger station/depot on track |

| Non-passenger station/depot on track |

| Unknown BSicon "eHST" |

| Unknown BSicon "eHST" |

| Unknown BSicon "ABZg+r" |

| Station on track |

| Straight track |

| Unknown BSicon "ABZg+l" |

| Station on track |

| Unknown BSicon "ABZgr" |

| Unknown BSicon "eHST" |

| Small non-passenger station on track |

| Non-passenger station/depot on track |

| Non-passenger station/depot on track |

| Non-passenger station/depot on track |

| Unknown BSicon "eHST" |

| Non-passenger station/depot on track |

| Unknown BSicon "eHST" |

| Unknown BSicon "eHST" |

| Non-passenger station/depot on track |

| Unknown BSicon "eHST" |

| Non-passenger station/depot on track |

| Non-passenger station/depot on track |

| Non-passenger station/depot on track |

| Unknown BSicon "eHST" |

| Unknown BSicon "eHST" |

| Unknown BSicon "ABZg+r" |

| Station on track |

| Straight track |

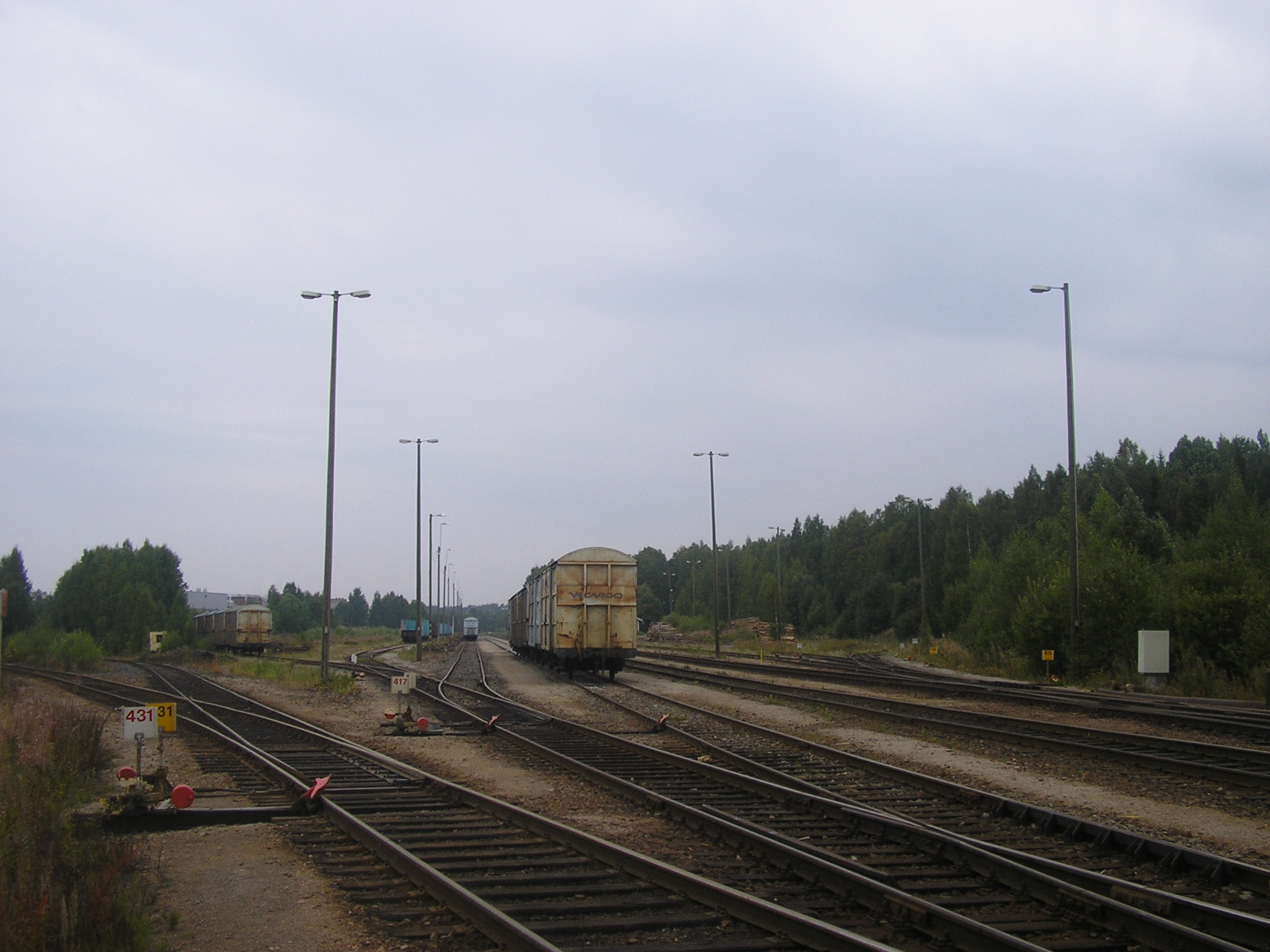
Bangården i Äänekoski.

Jyväskylä–Haapajärvi-banan är en del av det finländska järnvägsnätet som går från Jyväskylä, via Äänekoski och Pihtipudas till Haapajärvi. Banans längd är 211 km, och den används enbart för godstransporter, speciellt virkestransporter.
Banan är enkelspårig och icke elektrifierad.

## Historia
Jyväskylä fick en anslutning till det finländska järnvägsnätet genom Haapamäki-Jyväskylä-banan, som öppnades år 1897. Året därpå (1898) invigdes en förlängning från Jyväskylä mot Suolahti. Koncessionen för Keuru (omdöpt till Haapamäki)-Jyväskylä-Suolahti-banan hade beviljats av senaten år 1894.
I slutet av 1800-talet fanns det ingen landsväg mellan Suolahti och Äänekoski. Industrin i Äänekoski planerade därför ett bygga ev en smalspårig (spårvidd: 750 mm) privatbana till Suolahti. Den 26 januari 1898 inlämnades en koncessionsansökan, som dock förkastades av senaten. En ny ansökan inlämnades senare samma år och koncessionen för den 9,3 km långa privatbanan mellan Äänekoski och Suolahti beviljades år 1899. Senaten beviljade år 1900 tillstånd för interimistisk trafik, varefter banan något senare invigdes för officiell trafik. 
En fortsättning av Jyväskylä-Suolahti-banan planerades i flera decennier. I slutet av 1800-talet fördes förlängningsdiskussioner om alternativa bansträckor, särskilt Laukas-Ylivieska, Suolahti-Gamlakarleby och Suolahti-Lappajärvi-Bennäs. Ansökan om undersökningar för Laukas-Ylivieska resp. Suolahti-Gamlakarleby inlämnades till senaten år 1897. År 1908 presenterade en kommitté förslaget om ett banbygge från Suolahti mot Saarijärvi via Äänekoski. Senare skulle banan förlängas ända mot Haapajärvi. Sträckan Suolahti-Haapajärvi öppnades i etapper åren 1942-1960. År 1943 upphörde trafiken på smalspårsbanan, förutom i själva Äänekoski där den användes fram till år 1966 för interntrafiken industrierna emellan .

### Fotnoter
1. ↑  Asko Jämsén: Äänekosken-Suolahden yksityisrautatie, Loimaa 1984, ISBN 951-9138-01-3
2. ↑  Mikko Alameri: Suomen rautatiet, Wien 1979, ISBN 3-900134-52-9